# Гавриш, Михаил Николаевич
Михаил Николаевич Гавриш (род. 1935) — советский борец классического стиля, чемпион (1963) и бронзовый призёр (1958, 1962) чемпионатов СССР, мастер спорта СССР (1958).

## Биография
Увлёкся борьбой в 1949 году. Участвовал в девяти чемпионатах СССР. Выступал в полутяжёлой (до 97 кг) и тяжёлой (свыше 97 кг) весовых категориях.

## Спортивные результаты
- Чемпионат СССР по классической борьбе 1958 года — ;
- Чемпионат СССР по классической борьбе 1962 года — ;
- Классическая борьба на летней Спартакиаде народов СССР 1963 года — ;